# クーロン爆発

レーザー場によってイオン化された原子クラスターのクーロン爆発をアニメーションで示す。原子（大きい円）の色相スケールは電荷の大きさを、電子（小さい円、このタイムスケールではストロボスコープのようにしか見えない）の色は運動エネルギーの大きさを表している。

クーロン爆発（クーロンばくはつ、英: Coulombic explosion）とは、分子が短時間で複数の電子を失ったときに、正の電荷を持った原子が相互に反発して爆発的に解離する現象である。高強度のレーザーによって引き起こすことができ、レーザー加工技術に応用されている。

## 機構
レーザーを集光して平方センチメートル当たり数ペタワットの強度にすると電場の強さは109 V/cmに達し、電子が原子核から受ける相互作用と同程度になる。これほど強い電場の中に置かれた分子の振る舞いは、通常の近似である摂動法とは異なる理論的取り扱いが必要になる。通常、光を受けた分子から放出される電子は一個ずつであり、それらは光量子からとびとびのエネルギーを受け取っている。しかし強いレーザー場の中では複数の電子の同時放出が容易に起こる。残された分子は多価の正イオンになり、正電荷を持つ粒子間のクーロン斥力によってはじけ飛ぶ。

## 応用技術
微細レーザー加工において、従来の熱的なアブレーションに代わる低温プロセスとしてクーロン爆発が応用されている。熱的なアブレーションでは、レーザーの照射によって材料を局所的に加熱し、プラズマ化させることでエッチング（切削・穿孔）や物性操作を行う。この方法では余分なエネルギーが熱として拡散するので、加工箇所以外で変形や再結晶のような副次的作用が発生する。対象がPTFEのようなフォーム状物質であれば、触媒や電池としての機能に必要な小孔が溶けて埋まってしまう。
熱的アブレーションに用いられるレーザーは連続波かナノ秒程度のパルスであったが、1990年代になると高強度フェムト秒レーザーパルスの応用が注目され始め、2000年代にはテラワット級の卓上装置が一般化した。超短パルスレーザーは投入エネルギーあたりの集光強度が高く、効率よいアブレーションが可能となる。ピコ秒からフェムト秒領域（~100 fs）のパルス照射では、与えられたエネルギーが熱として拡散する前にクーロン爆発が起きるため、熱変性の影響が非常に小さい。また、パルス幅が長い低強度のレーザーとは光吸収の機構が異なるため、透明材料など多様な対象を加工することができる。

## 自然現象における例
アルカリ金属を水に入れると爆発が起きることはよく知られている。その機構は化学反応による水素の発生と燃焼が主体だと一般に考えられていたが、高速度カメラを用いた2015年の研究により、アルカリ金属から電子が急速に水和して残った原子核がクーロン爆発を起こしていることが確かめられた。
ウランの核分裂による核爆発では、ウラン核一個当たり167 MeVのエネルギーがクーロン爆発の形で生成する。すなわち、核分裂片の間にはたらく静電的な反発力がそれらの分裂片に運動エネルギーを与える。このエネルギーが熱として周囲の物質に吸収され、それによる黒体輻射が高温・高密度のプラズマ火球を生み出し、最終的に広範囲の爆風と熱放射が発生する。
刺胞動物門の水棲生物が持つ刺胞の高速な射出過程にクーロン爆発と似た機構が関わっているとする研究がある。それによると、カルボキシ基から水素が解離することによりポリグルタミン酸分子の間に静電的な反発力が生じ、刺胞カプセルの内圧を急速に（50マイクロ秒程度）高めるのだという。

## クーロン爆発イメージング
クーロン爆発ではレーザー照射や高電荷イオンの衝突によって分子から複数の電子が剥ぎ取られ、残った原子核が互いに反発して高速で離れていく。この断片の軌道とエネルギー分布を解析することで、元の分子構造ばかりか動的な解離過程についての知見が得られる。それによると、強いレーザー場に置かれた分子ではまず10フェムト秒程度のうちに電子状態が応答して分子内ポテンシャルを変化させる。その結果100フェムト秒程度の時間をかけて分子の構造変形が進行し、多重イオン化とクーロン爆発に至る。すなわち、分子構造変化の時間より十分に短いパルスを用いてクーロン爆発を発生させれば、断片の軌道は変形を起こす前の構造を反映することになる。これを利用して、化学反応の中間過程を分子構造の変化としてリアルタイムで観察する研究が行われている。